# Anton Vidmar
Anton „Toni“ Vidmar (* 17. Februar 2000 in Ljubljana) ist ein slowenischer Biathlet. Er startet seit 2021 im Weltcup.

## Sportliche Laufbahn
Toni Vidmar trat im Dezember 2015 in Martell einmalig bei einem Rennen des IBU-Junior-Cup an. Regelmäßige Teilnahmen an IBU-Wettkämpfen kamen mit der Saison 2017/18, wo es auch erste Erfolge zu feiern gab. Gemeinsam mit Urška Poje gewann der Slowene die Silbermedaille bei den Junioreneuropameisterschaften, im selben Winter wurde er Achter im Einzel und Fünfter mit der Staffel bei der Jugend-WM. Im August 2018 ergatterte Vidmar eine weitere Medaille, bei den Juniorenbewerben der Sommerbiathlonweltmeisterschaften sprang mit der Mixedstaffel hinter den Auswahlen Tschechiens und Polens Bronze heraus. Seine letzte Medaille auf Juniorenebene gewann der Slowene mit Lovro Planko und Alex Cisar bei den Jugendweltmeisterschaften 2019 hinter dem deutschen Team.
Zu Beginn der Saison 2019/20 gab er sein Debüt im IBU-Cup, bestritt allerdings weiterhin Juniorenbewerbe. Mit dem Umstieg in den Seniorenbereich verbesserten sich Vidmars Schießergebnisse, was ihm ermöglichte, in seinem ersten Jahr auch IBU-Cup-Punkte zu ergattern. Da seine Laufleistungen im Vergleich allerdings nachließen, stagnierte die Entwicklung auch im Folgewinter. Ende 2021 gab der Slowene dann aber seinen Einstand im Weltcup, beim Einzelrennen in Östersund wurde er 82. von 114 Athleten im Ziel. Sein bestes Ergebnis der Saison erzielte der damals 21-jährige als 58. beim Sprint von Otepää. Mit dem Trainerwechsel auf Ricco Groß im Sommer 2022 verbesserte sich das nahezu komplette slowenische Team. Vidmar steigerte sich im Winter 2022/23 vor allem läuferisch, bis zum Jahreswechsel erreichte er jedes Verfolgungsrennen und erzielte in einem davon als 35. auch seine ersten Weltcuppunkte. Im neuen Jahr lief er im Einzel von Ruhpolding auf Rang 22, bei den Weltmeisterschaften schloss er Einzel und Verfolgung unter den besten 40 ab. Die besten Resultate brachte das Saisonfinale in Oslo, mit den Rängen 15 und 25 in Sprint und Verfolger qualifizierte sich Vidmar für seinen ersten Massenstart, den er als 23. abschloss. Den Winter schloss er als 40. der Gesamtwertung und damit zweitbester Slowene ab.
Weniger erfolgreich verlief der Winter 2023/24. Während Vidmar im ersten Trimester noch regelmäßig unter die besten 40 lief und mit Rang 18 im Verfolgungsrennen von Östersund sein zweitbestes Weltcupergebnis aufstellte, endete die zweite Saisonhälfte ohne jeglichen Punktgewinn. Mit der Herrenstaffel kam als Bestresultat ein sechster Platz in Ruhpolding zustande, wobei Vidmar auf der Schlussrunde Jeremy Finello in Schach halten konnte. Auch 2024/25 verlief für ihn eher enttäuschend, insgesamt erreichte er lediglich dreimal ein Ergebnis unter den besten 40. Ein großer Erfolg gelang ihm gemeinsam mit Miha Dovžan, Jakov Fak und Lovro Planko in Hochfilzen, wo er im Staffelrennen Rang vier erreichte und damit das beste Ergebnis der Geschichte einstellen konnte.

## Persönliches

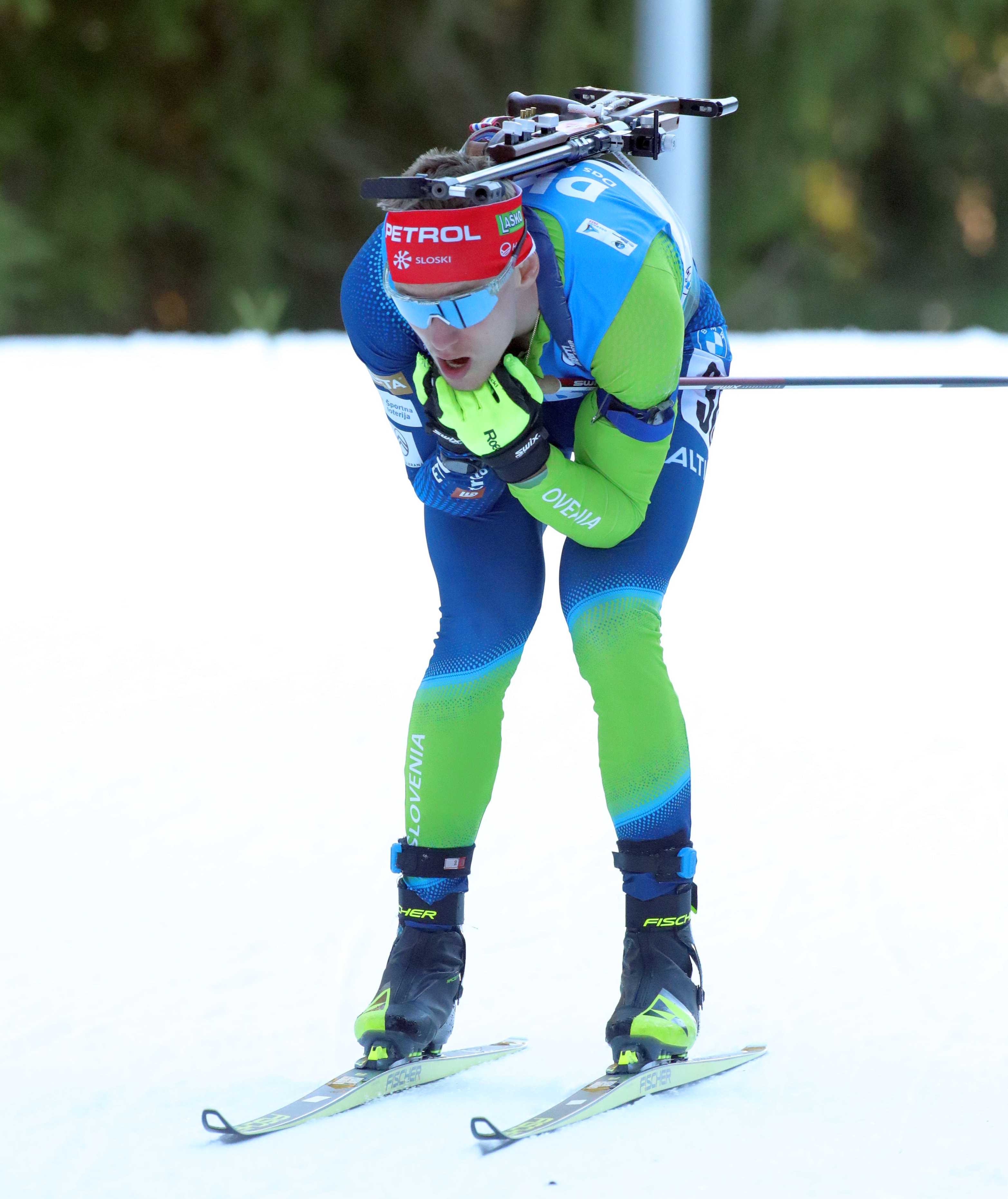
Vidmar während des WM-Einzels 2023 in Oberhof

Vidmar lebt im Norden Ljubljanas.

## Statistiken

### Weltcupplatzierungen
Die Tabelle zeigt alle Platzierungen (je nach Austragungsjahr einschließlich Olympische Spiele und Weltmeisterschaften).
- 1.–3. Platz: Anzahl der Podiumsplatzierungen
- Top 10: Anzahl der Platzierungen unter den ersten zehn (einschließlich Podium)
- Punkteränge: Anzahl der Platzierungen innerhalb der Punkteränge (einschließlich Podium und Top 10)
- Starts: Anzahl gelaufener Rennen in der jeweiligen Disziplin
- Staffel: inklusive Mixed- und Single-Mixed-Staffeln

| Platzierung               | Einzel | Sprint | Verfolgung | Massenstart | Staffel | Gesamt |
| ------------------------- | ------ | ------ | ---------- | ----------- | ------- | ------ |
| 1. Platz                  |        |        |            |             |         |        |
| 2. Platz                  |        |        |            |             |         |        |
| 3. Platz                  |        |        |            |             |         |        |
| Top 10                    |        |        |            |             | 11      | 11     |
| Punkteränge               | 2      | 5      | 7          | 1           | 19      | 34     |
| Starts                    | 10     | 26     | 13         | 1           | 19      | 69     |
| Stand: Saisonende 2024/25 |        |        |            |             |         |        |

### Weltcupwertungen
Ergebnisse bei Weltcups (Disziplinen- und Gesamtweltcup) gemäß Punktesystem.
| Saison  | Einzel | Einzel | Sprint | Sprint | Verfolgung | Verfolgung | Massenstart | Massenstart | Gesamt | Gesamt |
| Saison  | Platz  | Punkte | Platz  | Punkte | Platz      | Punkte     | Platz       | Punkte      | Platz  | Punkte |
| ------- | ------ | ------ | ------ | ------ | ---------- | ---------- | ----------- | ----------- | ------ | ------ |
| 2022/23 | 40.    | 19     | 45.    | 30     | 45.        | 30         | 39.         | 16          | 40.    | 95     |
| 2023/24 | –      | –      | 42.    | 36     | 46.        | 28         | –           | –           | 47.    | 64     |
| 2024/25 | 54.    | 10     | –      | –      | 70.        | 3          | –           | –           | 73.    | 13     |

### Biathlon-Weltmeisterschaften
Ergebnisse bei den Weltmeisterschaften:
| Weltmeisterschaften | Weltmeisterschaften | Einzelwettbewerbe | Einzelwettbewerbe | Einzelwettbewerbe | Einzelwettbewerbe | Staffelwettbewerbe | Staffelwettbewerbe | Staffelwettbewerbe |
| Jahr                | Ort                 | Einzel            | Sprint            | Verfolgung        | Massenstart       | Herrenstaffel      | Mixedstaffel       | S.-M.-Staffel      |
| ------------------- | ------------------- | ----------------- | ----------------- | ----------------- | ----------------- | ------------------ | ------------------ | ------------------ |
| 2023                | Oberhof             | 33.               | 43.               | 26.               | –                 | 9.                 | –                  | –                  |
| 2024                | Nové Město          | 60.               | 47.               | 46.               | –                 | 11.                | –                  | –                  |
| 2025                | Lenzerheide         | 37.               | 54.               | 42.               | –                 | 13.                | –                  | –                  |

### Jugend-/Juniorenweltmeisterschaften
Vidmar nahm bis 2019 an den Jugend-, ab 2020 an den Juniorenwettkämpfen teil.
| Weltmeisterschaften | Weltmeisterschaften | Einzelwettbewerbe | Einzelwettbewerbe | Einzelwettbewerbe | Herrenstaffel |
| Jahr                | Ort                 | Einzel            | Sprint            | Verfolgung        | Herrenstaffel |
| ------------------- | ------------------- | ----------------- | ----------------- | ----------------- | ------------- |
| 2018                | Otepää              | 8.                | 45.               | 27.               | 5.            |
| 2019                | Osrblie             | 7.                | 23.               | 25.               | 2.            |
| 2020                | Lenzerheide         | 9.                | 41.               | 38.               | 10.           |
| 2021                | Obertilliach        | 33.               | 33.               | 41.               | 4.            |